# Polistes rothneyi
Polistes rothneyi (лат.) — вид общественных ос из семейства Vespidae (Polistinae). Самый крупный представитель подсемейства на территории России, достигающий по размеру величины обыкновенного шершня (Vespa crabro). Относится к подроду Gyrostoma.

## Распространение
Северная и Восточная Индия, Непал, Китай, Корея, Япония. С территории России известен с крайнего юга Приморского края, где впервые обнаружен в Гусевском Руднике в 2014 году.

## Вариабельность
Известно большое число различных цветовых форм, которые раньше считались 17 подвидами. Наиболее сильно чёрный рисунок развит у f. koreanus van der Vecht, 1968: среднеспинка чёрная с двумя слабо заметными жёлтыми продольными линиями, переднеспинка чёрная, без признаков рыжего цвета, с узкими жёлтыми линиями вдоль продольных килей и у заднего края, 2-6-й сегменты брюшка сверху с широкими неровными жёлтыми перевязями вдоль задних краёв; чёрная окраска между вершинами глаз широко слита с чёрным затылком. Форма f. grahami van der Vecht, 1968 встречается в Китае, в том числе в соседних с Россией провинциях Ляонин и Хэйлунцзян; она характеризуется следующими признаками: среднеспинка с двумя хорошо заметными жёлтыми продольными линиями, переднеспинка с коричневыми срединными линиями, а не широким чёрным рисунком, жёлтый рисунок заметно расширен.

## Образ жизни

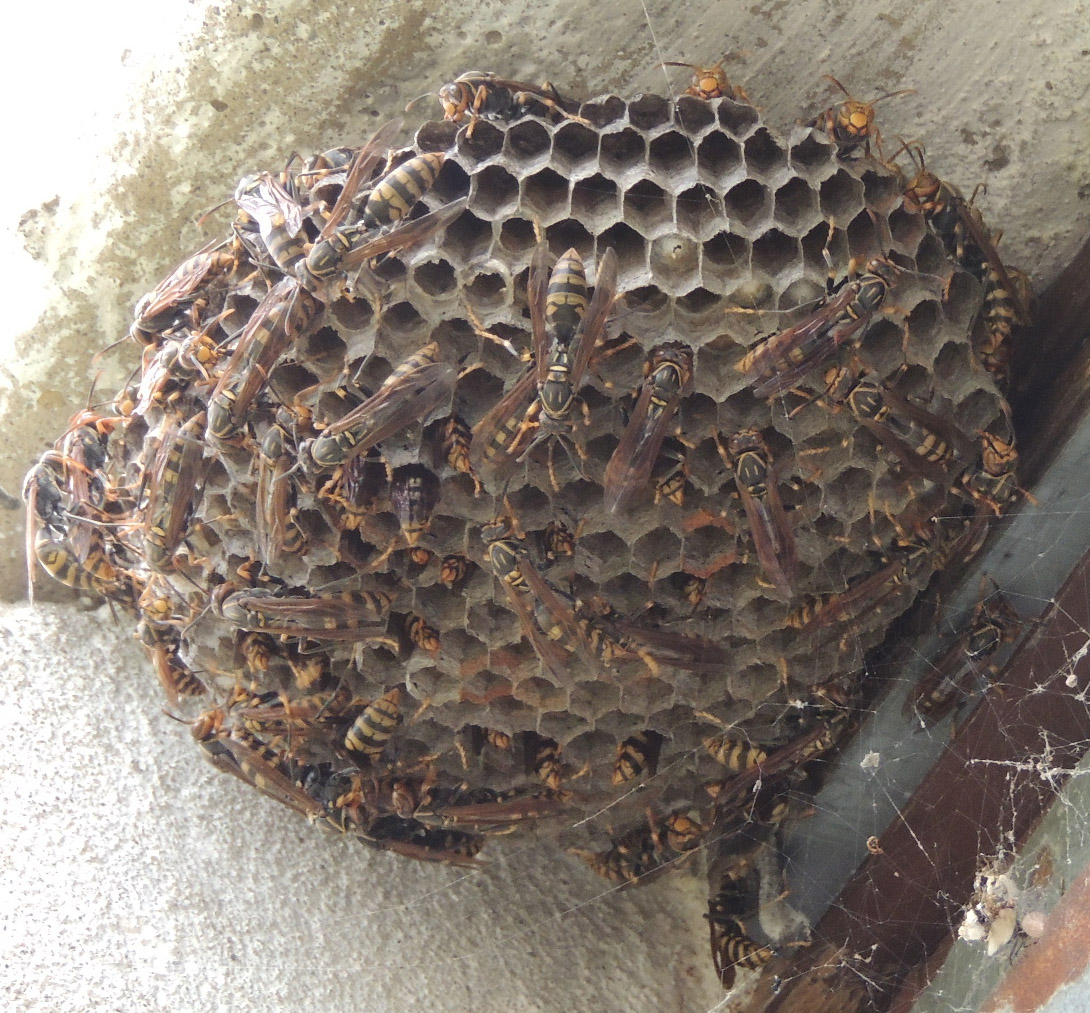
Polistes rothneyi, гнездо на окне здания, Гусевский рудник, Приморский край, Россия

Гнездо крупное, диаметром 12-15 см, слабо элипсовидной формы, заметно выпуклое, с открытыми сотами. Осы активны в дневное время. При приближении человека к гнезду рабочие рассаживаются по периметру гнезда и начинают сильно вибрировать крыльями, издавая сильный звук.